# The Miseducation of Lisa Simpson
The Miseducation of Lisa Simpson, titulado La Educación fallida de Lisa Simpson en Hispanoamérica y La deseducación de Lisa Simpson en España, es el duodécimo episodio de la trigesimoprimera temporada de la serie animada Los Simpson, y el episodio 674 de la serie en general. Se estrenó el 16 de febrero de 2020 en Estados Unidos, el 4 de octubre del mismo año en Hispanoamérica y el 22 de junio de 2021 en abierto en España.

## Argumento
El episodio comienza con un flashback en un bar en invierno, donde un oficial de policía alemán exige que el Capitán de mar Horatio McCallister y su esposa le entreguen la segunda mitad de un mapa del tesoro en su poder. En cambio, la pareja escupió vodka en una vela, cegando a sus compañeros guardias y provocando un incendio. Escapando con ambas mitades del mapa, la pareja se dirige a Springfield en busca del tesoro.
40 años después, habiendo destruido su matrimonio por la búsqueda, el capitán McCallister finalmente encuentra el tesoro, pero el Alcalde Quimby lo confisca diciendo que ahora pertenece al pueblo ya que fue encontrado dentro de los límites de la ciudad, que han sido rediseñados después de ser advertidos por su esposa frustrada la noche anterior. Con la ciudad insegura de qué hacer con el dinero, Marge sugiere que construyan una escuela CTIM para enseñar ciencia, tecnología, ingeniería y matemáticas a los niños para que tengan éxito en el futuro. Los residentes inicialmente desdeñan la perspectiva, pero con la ayuda de John Legend y su esposa Chrissy Teigen, se les anima a aceptar la idea.
En la nueva escuela CTIM, dirigida por el CEO Zane Furlong, Bart disfruta de su nueva educación infundida en videojuegos, que le permite recolectar insignias y máscaras para su perfil, mientras que Lisa es aceptada en una clase para superdotados que le enseña sobre ciencia, codificación, matemáticas y redes neuronales. También se entera de que la escuela está dirigida por un algoritmo para determinar la mejor educación para los niños. En una reunión del día profesional en la escuela, Homer habla sobre su trabajo como inspector de seguridad en la planta de energía nuclear. Sin embargo, Furlong desacredita esto como uno de varios trabajos que pronto quedarán obsoletos en unos pocos meses, siendo asumidos por máquinas automatizadas. En la planta, sus temores parecen confirmados cuando se instala en la sala de descanso una máquina automática de refrescos que mezcla de manera eficiente bebidas y sabores. Homer, que busca demostrar que los humanos pueden mezclar bebidas mejor que las máquinas, se enfrenta a un enfrentamiento con la máquina de refrescos, mezclando bebidas constantemente durante horas para los otros empleados hasta que colapsa por el agotamiento y bebe demasiada soda. Al recuperarse de la caída, Homer se siente aliviado de que los robots no se hagan cargo de su trabajo por el momento, sin saber que el Sr. Burns está comenzando una prueba con máquinas automáticas en el lugar de trabajo.
Mientras tanto, Lisa descubre que los niños fuera de su clase de superdotados solo están siendo entrenados para realizar trabajos de baja categoría en la actualidad. Ella intenta advertir a los otros niños, pero Bart los convence de que acepten su educación y sus perspectivas profesionales. Frustrada por esto, Lisa intenta reescribir el algoritmo para asegurarse de que los otros niños tengan una educación CTIM real, pero Bart la detiene. Luchan hasta que Furlong los detiene e intenta usar el algoritmo para determinar los trabajos del futuro. Para horror de los tres, el algoritmo solo puede encontrar un trabajo: cuidar a las personas mayores (con STEM en realidad significa Masaje para Ancianos con Baños de Esponja). Bart y Lisa advierten a los niños a través del sistema de megafonía de video y los estudiantes horrorizados proceden a calificar negativamente el algoritmo, lo que hace que el servidor explote y destruya la escuela. Mientras Bart y Lisa se lamentan por su futuro sin valor, Homer consuela a Marge entristecida, asegurándole que encontrará otra manera de brindar educación a la ciudad.
En la escena poscréditos, Furlong, que ahora trabaja como conductor de reparto de comida, visita a los Simpson, entregando alitas calientes y palitos de apio para Homer. Cuando Bart y Lisa le preguntan cuáles serán los trabajos en el futuro ahora que la escuela CTIM ha sido destruida, él responde que la tecnología está cambiando y podría generar perspectivas positivas. Sin embargo, en una visión del futuro, las máquinas de refrescos inteligentes se han apoderado del planeta, obligando a residentes como Bart y Lisa como adultos a trabajar como camareros esclavos mientras que otros como Carl vuelan por el espacio en cruceros de lujo.

## Recepción
Dennis Perkins de The A.V. Club le dio a este episodio una B-, diciendo "A medida que "Los Simpson" ha envejecido, en ocasiones ha desarrollado algunos de sus personajes secundarios. A veces se trata (con un éxito muy desigual) de actualizar un estereotipo problemático a algo parecido a la aceptabilidad cultural. Otras veces, la práctica huele a necesitar completar un pedido de temporada ... Luego están esos episodios que aprovechan el potencial de un personaje de broma unidimensional hasta ahora para ser un poco más un ser humano. (Aunque, técnicamente, sigue siendo unidimensional, siendo una caricatura y todo). La entrada de Barney, el inquietantemente autodespreciable 'Pukahontas', en el Festival de Cine de Springfield sigue siendo un ejemplo temprano y legendario de un compañero que se adelanta para robar el espectáculo".
Den of Geek le dio a este episodio un 3 de 5 estrellas.